# Echard Klerck
Echard Klerck, född i januari 1675 i Ystad, död 2 mars 1724, var en svensk präst och miniatyrmålare. 
Klerck var kyrkoherde i Kjellstorp och Lilla Bedinge i Skåne. När den polske kungen Stanisław I Leszczyński vistades i Kristianstad passade Klerck på att avporträttera honom i en liten miniatyrmålning som numera finns på Göteborgs konstmuseum.